# Likströmsmotor

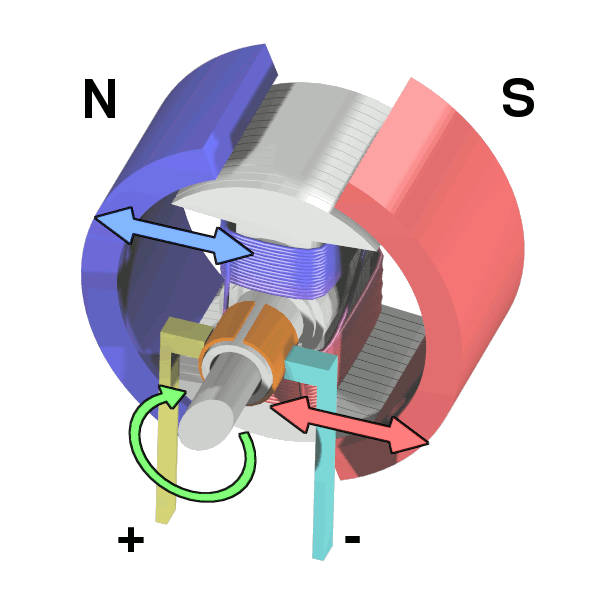
De magnetiska krafterna i en 2-polig likströmsmotor ger ett vridmoment på axeln.

Kommutatorn byter riktning på strömmen genom rotorns lindningar.

Likströmsmotorn (likspänningsmotorn) är genom sin enkla princip en av de vanligaste typerna av elektriska motorer. Motorn matas med likström vars energi omvandlas till rörelseenergi. Om motorn har ett udda antal poler (minst tre), avgörs rotationsriktningen av strömmens riktning.
Motorns hastighet kan ändras med spänningen, men för reglering krävs någon form av återkoppling.

## Uppbyggnad
Motorn består av en rotor vars utgående axel överför motorns arbete. Rotorn roterar i ett magnetfält skapat av den så kallade statorn. Statorn är för mindre motorer ofta permanentmagnetiserad. Rotorn har poler, vanligen tre, men även fler eller färre kan förekomma. Större antal ger en stabilare gång, mindre antal ger en enklare uppbyggnad. Udda antal poler medför att motorn inte behöver starthjälp, och riktningen kan styras.
En pol består av en elektromagnet riktad radiellt. Strömmen till denna kommer från kollektorn (kommutatorn) som är en symmetrisk skiva eller trumma med lika många kontaktytor som poler.
Mot kollektorn släpar två kontakter, borstar, till vilka den yttre likströmskällan är kopplad.
Kopplingen av elektromagneterna till kollektorns kontaktytor sker så att den eller de elektromagneter som för tillfället ligger mest vinkelrätt mot magnetfältet är inkopplad, så att den elektromagnetens anslutningar har kontakt med varsin borste.

## Funktionsprincip
Strömmen som leds genom den eller de elektromagneter som är riktade tvärs statorns magnetfält, skapar ett magnetfält. Beroende på riktningen hos strömmen kommer då polen att attraheras av antingen nord- eller sydpol hos statorn, varvid rotorn vrider sig. När rotorn vrider sig vrider sig även kollektorn, och borstarna får kontakt med nya kontaktytor, så att nästa elektromagnet kopplas in. Rotorn roterar i ett magnetfält som alstras från en likströmsmatad magnetlindning i stator kärnans poler. Den så kallade polplattan har till uppgift att bredda ut det magnetiska flödet över rotorytan. På grund av denna växlande kontaktytan så växlar den mellan + och - som gör att spolen börjar rotera.
Idag är även borstlösa likströmsmotorer vanliga för vissa applikationer.